# 近裕崇
近 裕崇（こん ひろたか、1988年3月9日 - ）は、日本の元男子バレーボール選手。

## 来歴
新潟県岩船郡関川村出身。新潟県立村上高等学校に入学してバレーボールを始めた。東海大学へ進学。2009年全日本インカレでブロック賞を獲得し、東海大学バレーボール部3年ぶりの全日本インカレ優勝とシーズン5冠達成を経験した。
大学在学中の2009年に豊田合成トレフェルサの内定選手になり、2010年に入団した。
2012/13シーズンではアタック決定率58.2%を記録し、スパイク賞及びベスト6に輝いた。
2025年3月、2024-25シーズン限りでの現役引退が発表された。6月24日に引退選手として公示。

## 受賞歴
- 2011年  ユニバーシアード日本代表
- 2013年 - 2012/13 Vプレミアリーグ スパイク賞、ベスト6
- 2020年 -  Vリーグ栄誉賞
- 2025年 - 2024-25 SV.LEAGUE MEN 功労者表彰

## 所属チーム
- 新潟県立村上高等学校
- 東海大学
- 豊田合成トレフェルサ/ウルフドッグス名古屋（2010-2025年）